# Picnik
Picnik是一家提供在线图片编辑服务的网站，其总部位于美国西雅图。用户能够从Facebook、Myspace、Picasa Web Albums與Flickr等网站或者从本地导入或上传图片进行编辑。
Picnik提供许多免费的照片编辑基本功能，其包含更多编辑功能的高级版可以按月收费、每半年收费和按年收费。
Picnik与Flickr网站合作推出了一个轻量级版本，作为Flickr的默认照片编辑器。
于2010年3月1日被Google收购。
2012年1月21日谷歌宣布2013年4月19日将关闭Picnik在内的几项服务。